# Nathan Redmond
Nathan Daniel Jerome Redmond (sinh ngày 6 tháng 3 năm 1994) là một cầu thủ bóng đá chuyên nghiệp người Anh thi đấu ở vị trí tiền vệ cho câu lạc bộ Burnley tại Premier League.

## Danh hiệu
Norwich City
- Vòng play-off EFL Championship: 2015[4]

Southampton
- Á quân Cúp EFL: 2016–17[5]

U16 Anh
- Victory Shield: 2009[6]
- Á quân Montaigu Tournament: 2010[7]

U17 Anh
- Nordic Tournament: 2010[8]

U21 Anh
- Toulon Tournament: 2016[9]

Cá nhân
- Đội hình tiêu biểu Giải vô địch bóng đá U-21 châu Âu: 2015[10]
- Cầu thủ U21 Anh xuất sắc nhất năm: 2016[11]
- Cầu thủ xuất sắc nhất mùa giải của Southampton: 2018–19[12]
- Cầu thủ xuất sắc nhất mùa giải của  Southampton do người hâm mộ bình chọn: 2018–19[13]